# Deepack
Deepack est un groupe de hardstyle néerlandais. Il est composé de Frank Pechler et Marcel Van Der Zwan, qui sont considérés par la presse spécialisée comme les cofondateurs du hardstyle contemporain, et sont cités par plusieurs autres musiciens comme une inspiration,.

## Histoire
Pechler et Van Der Zwan se rencontrent alors qu'ils sont au lycée dans les années 1990, et décident alors de se lancer dans la production une fois leurs études terminées. En 2000, ils s'associent avec le musicien Charly Lownoise et produisent sous le nom de Deepack. Leurs premières chansons sont jouées au Q-dance, festival pour lequel ils composeront quelques anthems. En 2006, ils fondent leur label discographique appelé Hardcopy Recordings dans lequel des groupes comme Josh & Wesz et les Stereotuners seront publiés. La même année, ils participent à l'album Decibel 2006, accueilli par Partyflock avec une note de 73 sur 100. Au fil de leur carrière, Deepack collaborent avec d'autres musiciens et groupes du milieu hardstyle comme D-Block & S-te-Fan, Showtek, et The Prophet. 
En 2010, ils composent un remix pour l'anthem In Qontrol sous le pseudonyme de Dock 45 ; la même année, ils mixent leur premier disque de l'album Decibel 2010, accueilli sur Partyflock d'une note de 80 sur 100. Toujours en 2010, ils atteignent la neuvième place des classements dance néerlandais avec leur titre Thunderdance réalisé avec Coone. En 2011, quatre de leurs chansons sont ajoutées à l'album Biggest Hardstyle Anthems Ever. Le duo participe au Dancefair de 2012 aux côtés notamment de DJ Zany et Endymion.